# Oedicarena
Oedicarena is een geslacht van insecten uit de familie van de Boorvliegen (Tephritidae), die tot de orde tweevleugeligen (Diptera) behoort.

## Soorten
- O. beameri Noorbom and Ming, 1988
- O. latifrons (Wulp, 1899)
- O. persuasa (Osten Sacken, 1877)